# Spits (sport)
Spits is een sportterm voor de gehele voorhoede van een team, het aanvalsfront van een ploeg spelers, zoals de Grote Van Dale het zegt. Degenen die van die voorhoede deel uitmaken worden dan centrumspits genoemd, een woord dat op zijn beurt ook weer kan worden ingekort tot spits.

## Voetbalspits
De term komt onder meer voor bij voetbal. Wanneer een team slechts met één aanvaller speelt, dan is dit automatisch de centrumspits, de aanvallende speler wiens belangrijkste taak het is om doelpunten te maken. Een systeem met twee aanvallers bestaat meestal uit twee centrumspitsen, maar het kan ook een diepe spits zijn, met daarachter een schaduwspits. Een systeem met drie aanvallers bestaat meestal uit twee vleugelspelers (de links- en rechtsbuiten), met een centrumspits in het midden.

### Typen centrumspitsen
- Diepe spits, de meest vooruitgeschoven centrumspits binnen het systeem. Vaak gaat het om grote, sterke spitsen die goed kunnen koppen aangezien ze centraal in de aanval spelen en dus regelmatig via hoge voorzetten van op de flanken bereikt worden. Ook snelheid en techniek zijn belangrijke eigenschappen van de diepe spits. Voorbeelden zijn Robert Lewandowski, Sergio Agüero, Daniel Sturridge, Karim Benzema, Luis Suárez, Klaas-Jan Huntelaar en Gonzalo Higuaín.
- Targetspits, is een soort van diepe centrumspits. Targetspitsen zijn steevast grote, sterke aanvallers die door hun fysieke eigenschappen de bal goed kunnen afschermen en bijhouden. Deze aanvallers dienen vooral als aanspeelpunt voor hun teamgenoten en zijn dan ook vaak met hun rug naar het doel van de tegenstander gericht. Wanneer ze de bal in hun bezit hebben, kunnen andere ploegmaats aansluiten en mee oprukken naar het doel van de tegenstander. Voorbeelden zijn Diego Costa, Harry Kane, Olivier Giroud, Zlatan Ibrahimović, Christian Benteke en Romelu Lukaku.
- Schaduwspits, een teruggeschoven spits (ook wel centrale aanvaller genoemd) die achter de diepe centrumspits speelt. Schaduwspitsen beschikken vaak over een betere techniek dan de diepe spits en komen de bal regelmatig op het middenveld opeisen. Hun positie bevindt zich in wezen tussen de aanval en het middenveld. Voorbeelden zijn Johan Cruijff, Pelé, Diego Maradona, Michel Platini, Francesco Totti en Wayne Rooney.
- Vleugelspeler of vleugelspits, een positie waarin een speler naast de diepe spits speelt. Meestal zijn het snelle aanvallers die over een goede voorzet en/of dribbeltechniek beschikken. Hun voornaamste doel is het bereiken van de diepe spits, maar ze kunnen ook zelf doeltreffend zijn. Voorbeelden zijn Arjen Robben, Cristiano Ronaldo, Neymar, Gareth Bale en Lionel Messi.
- Pinch-hitter of super-sub, een invaller die in het spel gebracht wordt om een beslissende goal te forceren. Voorbeelden zijn Filippo Inzaghi, Peter Crouch, Pierre van Hooijdonk, Jan Vennegoor of Hesselink, Danny Koevermans, Ole Gunnar Solskjaer en Luuk de Jong.
- Valse negen, is een diepe spits die niet voortdurend als meest vooruitgeschoven spits binnen het systeem fungeert. De naam verwijst naar het rugnummer 9, meestal gedragen door de diepe spits. Een valse negen laat zich uitzakken tot op het middenveld om daar een man-meer-situatie te creëren en om zijn bewakers, de centrale verdedigers van de tegenstander, kwijt te spelen. Bij het uitzakken van de valse negen worden de vleugelspitsen de meest vooruitgeschoven aanvallers binnen het systeem. Zij profiteren dan ook het meest van de ruimte die gecreëerd wordt door het uitzakken van de valse negen. De rol van de valse negen kan vergeleken worden met die van de schaduwspits. Ook hier gaat het meestal om voetballers met inzicht en een uitstekende techniek. Voorbeelden zijn Lionel Messi en Cesc Fàbregas.